# Lawful Larceny (1923)
Lawful Larceny is een Amerikaanse dramafilm uit 1923 onder regie van Allan Dwan. In Nederland werd de film destijds uitgebracht onder de titel Wettige diefstal.

## Verhaal
Andrew Dorsey wordt erin geluisd door Vivian Hepburn en Guy Tarlow, de twee eigenaars van een louche goktent. Hij verliest zoveel geld dat Vivian hem kan overreden om haar een cheque van zijn bedrijf te uit te schrijven met een grote som geld. Wanneer hij dat opbiecht aan zijn vrouw Marion, is zij vastbesloten om die cheque terug te krijgen.

## Rolverdeling
| Acteur               | Personage         |
| -------------------- | ----------------- |
| Hope Hampton         | Marion Dorsey     |
| Conrad Nagel         | Andrew Dorsey     |
| Nita Naldi           | Vivian Hepburn    |
| Lew Cody             | Guy Tarlow        |
| Russell Griffin      | Sonny Dorsey      |
| Yvonne Hughes        | Billy van de Vere |
| Dolores Costello     | Nora              |
| Gilda Ray            | Danseres          |
| Florence O'Denishawn | Danseres          |
| Alice Maison         | Danseres          |